# جون إل. بيل
جون إل. بيل (بالإنجليزية: John L. Bell)‏ هو كاتب ترانيم بريطاني، ولد في 20 نوفمبر 1949 في كيلمارنوك ‏ في المملكة المتحدة.

## وصلات خارجية
- جون إل. بيل على موقع ميوزك برينز (الإنجليزية)